# Malatesta da Verucchio
Malatesta da Verucchio (* um 1212 in Verucchio; † 1312 in Rimini) war ein italienischer Condottiere. Er war Herr von Rimini seit 1295 und der Gründer der Signoria der Malatesta.
Er war der Vater von Giovanni („Gianciotto“) Malatesta († 1304), der seine Ehefrau Francesca da Rimini tötete, als die seinen gutaussehenden Bruder Paolo Malatesta als Liebhaber nahm – was allen einen Platz in Dantes Inferno sicherte.